# Caribou de Peary
Rangifer tarandus pearyi
Sous-espèce
Le caribou de Peary (Rangifer tarandus pearyi) est une sous-espèce de caribou vivant dans l'archipel des îles arctiques canadiennes dans les Territoires du Nord-Ouest et du Nunavut et sur la côte nord-ouest du Groenland, Ceci en fait la sous-espèce de caribou la plus septentrionale et aussi la plus petite, en termes de mensurations. Les populations totaliseraient environ 10 000 caribous,, les plus pessimistes annoncent 3 000 individus.
Ce caribou vit en moyenne quatre ans et demi et dépasse rarement 15 ans.

## Description

### Morphologie
De couleur claire et ayant une courte tête, les individus de caribou de Peary ne mesurent au garrot qu'au plus 1 m (environ 3 pieds). Ils mesurent 1,4 m de longueur, pour la femelle, et 1,7 m pour le mâle. Le mâle peut peser jusqu'à 110 kg (240 lbs), tandis que la femelle peut atteindre 60 kg (132 lbs). S'étant adapté à son environnement arctique rigoureux, le caribou de Peary a un pelage épais constitué de poils creux le protégeant ainsi bien du froid,. Il possède aussi un corps compact, de petites oreilles, une courte queue très poilue et un museau court et poilu témoignant de sa réelle adaptation au froid.
Les bois des mâles, de couleur grise, sont le plus souvent du temps droits et asymétriques ; ceux des femelles, aussi gris, sont toujours plus petits et moins complexes. Certaines n'en portent même pas. Les sabots, composés de deux ergots, sont larges et courts. Ces « doigts » lui servent d'appui pour tout son corps et de pelle pour creuser la neige l'hiver. Autre adaptation au froid, les coussinets sous les sabots deviennent moins épais en hiver pour limiter l'exposition au froid.

### Fourrure
En hiver, la fourrure de ce caribou devient presque entièrement blanche, d'un blanc crémeux, afin de se camoufler dans son décor. À l'été, la fourrure redevient grise (ardoise) sur le dessus, mais les pattes et le dessous du corps sont toujours blancs,. Seule une fine bande sur le devant des pattes ne l'est pas.

## Éthologie

### Alimentation
L'hiver, n'ayant pas accès au lichens comme les autres espèces de caribou, ils doivent creuser la neige pour pouvoir s'alimenter d'herbes séchées, de carex et de saule pourpre nain. Ces herbivores s'alimentent aussi de rameaux et d'écorce d'arbres. Pendant l'été, les graminées et les plantes herbacées à fleurs seront abondamment consommées, mais le saule prédomine dans l'alimentation. L'hiver, les légumineuses et les benoîtes seront beaucoup consommées contrairement aux autres caribous qui ont accès au lichen. L'Arctique, n'offrant pas d'abondance au niveau de la nourriture, les caribous doivent toujours se déplacer pour en trouver là où il y en a le plus. Généralement, ils se retrouvent dans les vallées et les plaines en été, tandis qu'en hiver, ils cherchent la nourriture sur les collines et les crêtes, où la neige est moins épaisse.

### Comportement
Ce caribou, contrairement à d'autres caribous, n'effectue pas de migrations spectaculaires, mais il se déplace entre des îles si les conditions de gel sont difficiles. Il peut aussi changer d'habitat en été et en hiver. Celui-ci adopte une stratégie de grégarité, qui fait en sorte qu'il ne se déplace pas dans de grandes hordes, mais en petit groupe de 5 à 20 individus. En fait, il se déplace ainsi pour couvrir le plus de territoire, à la recherche d'endroits où la nourriture est abondante.

### Reproduction
La reproduction chez cette sous-espèce est difficile et dépend de l'accumulation de réserves de graisse pendant l'été. Si cette réserve n'est pas assez grande, les femelles décideront de ne pas se reproduire à la mi-octobre. Par contre, si le saule nain est disponible abondamment (source alimentaire importante), il y aura reproduction et une progéniture devrait voir le jour à la fin de juin.

## Menaces

### Prédateur
Le loup arctique est le seul prédateur de ce caribou, si l'on ne considère pas l'homme. Bien que le bœuf musqué, ne soit pas un prédateur il opérerait une pression sur la caribou de Peary en ayant la même répartition géographique et en s'alimentant partiellement des mêmes plantes.

### Autres menaces
La chasse par les communautés autochtones, bien qu'elle soit de plus en plus interdite, exercerait une pression. Le développement industriel dans l'Arctique, serait aussi une cause exerçant une pression sur les populations.

## Répartition et populations

Répartition approximative des sous-espèces de caribou en Amérique du Nord. Le chevauchement est possible pour les aires contiguës. Groenlandicus et pearyi se côtoient sur certaines îles arctiques.

Depuis 1960 on s'intéresse au Caribou de Peary et on étudie ses populations. Dans les territoires du Nord-Ouest, on note une décroissance notable depuis ces années. L'aire de répartition du caribou de Peary est limitée exclusivement à l'archipel arctique canadien. Par contre, il ne se retrouve pas sur l'île de Baffin et celles du bassin Foxe ou de la baie d'Hudson. Majoritairement, on le retrouve sur les îles de la Reine-Élisabeth, l'île Banks, l'île du Prince-de-Galles, l'île Somerseth et le nord-ouest de l'île Victoria.

### Haut-Arctique
Cette population est désignée comme « en voie de disparition » sous la LEP.

### Bas-Arctique
Cette population est désignée comme « menacée » sous la LEP.

### Île Banks
La population de l'île Banks est celle qui est la plus étudiée par les scientifiques. Cette population, qui était évaluée à 12 000 têtes en 1972, a chuté jusqu'à 1 018 individus en 1972. Malgré tout, cette faible population tient à être stable avec 1 196 individus en 2002. Celle-ci est désignée comme « en voie de disparition » sous la LEP.

## Protection et conservation
Le caribou de Peary est désigné par le COSEPAC comme « en voie de disparition ». D'après ce comité, cette sous-espèce a subi un déclin de près de 72 % au cours des trois dernières générations (60 ans). Plus désolant encore, la population ouest du « haut Arctique », a subi un déclin de 95 % entre 1961 et 1987. Cette sous-population est passée de 24 000 à 1 100 individus. La sous-espèce doit son déclin au fait que d'importantes périodes de verglas empêchent les caribous de se nourrir, alors plusieurs meurent de faim, faute de nourriture, pendant la saison hivernale. On prévoit bientôt son extinction de la planète. Cette sous-espèce est maintenant protégée par la loi au Canada, sous la LEP (loi sur les espèces en péril).
Des initiatives locales ont été mises en place par les communautés éloignées, mais en vain : elles n'empêchent pas son déclin.

### Historique de protection
Il existe trois populations distinctes au Canada du caribou de Peary. Soit celle du « bas Arctique », du « haut Arctique » et celle de « l'île Banks ». Il faut comprendre qu'en 1979 le COSEPAC considérait en une seule unité ces trois populations (Rangifer tarandus pearyi) et la population de Dolphin-et-Union du Rangifer tarandus groenlandicus. Il était considéré comme « espèce menacée ». Une révision fut faite en 1991 pour permettre la division de cette unité en trois, soit les trois populations; celle du « bas Arctique » (pas le même groupe qu'aujourd'hui), du « haut Arctique » et celle de « l'île Banks ». Elles étaient respectivement désignées « en voie de disparition », « en voie de disparition » et « menacée ». En 2004, une 2e révision fut effectuée et une partie de la population du « bas Arctique » est maintenant sous la bannière de la population Dolphin-et-Union de Rangifer tarandus groenlandicus.

### Conservation
La conservation de ce caribou commence, tout d'abord, par la prise de conscience des communautés locales de la fragilité de cette sous-espèce. La communauté Inuvialuit l'a bien compris et on exerce un rôle de leadership en ce sens. De plus, depuis 1993 le comité de chasseurs et trappeurs Ulukhaktok a entrepris de ne plus traquer le caribou de Peary au-delà du nord-ouest de l'île Victoria afin de préserver cette sous-espèce.

## Systématique

### Étymologie
L'origine du nom, vient de l'explorateur Robert Edwin Peary, qui explora l'Arctique de 1886-1909. On lui doit aussi la Terre de Peary et le Détroit de Peary.

### Taxinomie
Le caribou de Peary fut premièrement considéré comme une espèce distincte, puis une sous-espèce de Rangifer arcticus (taxon obsolète). Maintenant sous le couvert de Rangifer tarandus, les caribous de Peary ne font toujours l'unanimité. Une révision des sous-espèces dans l'Archipel canadien, est attendue puisque des populations comme celle de Dolphin-Union obtiennent un statut génétique ambigu.

#### Liens de référence
- (fr + en) ITIS : Rangifer tarandus pearyi (J. A. Allen, 1902)
- (en) NCBI : Rangifer tarandus pearyi (taxons inclus)